# 唐丹村
唐丹村（とうにむら）は、昭和30年（1955年）まで岩手県気仙郡に存在していた村である。現在の釜石市唐丹町にあたる。

## 沿革
江戸時代に気仙郡は仙台藩領、閉伊郡は盛岡藩領だった。すなわち、現在の釜石市では唐丹町のみ旧仙台藩領で、それ以外の市域は旧盛岡藩領にあたる。
- 明治22年（1889年）4月1日 - 町村制施行にともない、旧来の唐丹村単独で村制施行し発足。
- 昭和30年（1955年）4月1日 - 上閉伊郡鵜住居村・甲子村・栗橋村と共に釜石市と合併し、新制の釜石市の一部となる。

## 行政
- 歴代村長

| 代 | 氏名           | 就任                       | 退任                       | 備考     |
| -- | -------------- | -------------------------- | -------------------------- | -------- |
| 1  | 佐久間市左衛門 | 不詳                       |                            |          |
| 2  | 柴琢治         | 明治31年（1898年）4月6日   | 明治34年（1901年）10月26日 |          |
| 3  | 鈴木太仲       | 明治34年（1901年）12月23日 | 明治36年（1903年）7月30日  |          |
| 4  | 佐々木政之助   | 明治36年（1903年）9月23日  | 明治37年（1904年）5月29日  |          |
| 5  | 佐々木文七     | 明治37年（1904年）5月30日  | 明治37年（1904年）10月31日 | 職務管掌 |
| 6  | 佐々木長七郎   | 明治37年（1904年）11月1日  | 明治39年（1906年）5月31日  |          |
| 7  | 山沢鶴松       | 明治40年（1907年）6月1日   | 明治40年（1907年）10月16日 |          |
| 8  | 斎藤末吉       | 明治40年（1907年）11月7日  | 明治41年（1908年）4月23日  |          |
| 9  | 荒木道助       | 明治41年（1908年）4月26日  | 明治41年（1908年）10月6日  | 職務管掌 |
| 10 | 川村勝次郎     | 明治41年（1908年）10月17日 | 明治43年（1910年）2月6日   |          |
| 11 | 佐野哲         | 明治43年（1908年）2月17日  | 明治43年（1910年）10月30日 | 職務管掌 |
| 12 | 佐野哲         | 明治43年（1908年）10月31日 | 明治45年（1912年）2月1日   | 職務管掌 |
| 13 | 阿部亀之助     | 明治45年（1912年）2月2日   | 大正5年（1916年）2月1日    |          |
| 14 | 鈴木熊次       | 大正6年（1917年）1月20日   | 大正6年（1917年）6月25日   | 臨時代理 |
| 15 | 小浜伊七       | 大正6年（1917年）12月17日  | 大正7年（1918年）5月14日   | 臨時代理 |
| 16 | 小浜伊七       | 大正7年（1918年）5月17日   | 大正10年（1921年）9月21日  |          |
| 17 | 黄川田丈平     | 大正11年（1922年）3月28日  | 大正15年（1926年）3月27日  |          |
| 18 | 黄川田丈平     | 大正15年（1926年）4月15日  | 昭和5年（1930年）4月14日   |          |
| 19 | 水沢佐助       | 昭和5年（1930年）9月22日   | 昭和8年（1933年）4月23日   |          |
| 20 | 柴琢治         | 昭和8年（1933年）6月25日   | 昭和9年（1934年）7月30日   |          |
| 21 | 柴琢治         | 昭和9年（1934年）11月15日  | 昭和12年（1937年）9月8日   |          |
| 22 | 水上斉之助     | 昭和12年（1937年）10月6日  | 昭和13年（1938年）7月10日  |          |
| 23 | 佐野定吉       | 昭和13年（1937年）7月19日  | 昭和17年（1942年）7月18日  |          |
| 24 | 佐野定吉       | 昭和17年（1942年）7月19日  | 昭和19年（1944年）4月10日  |          |
| 25 | 中居林勇       | 昭和19年（1944年）5月22日  | 昭和21年（1946年）3月1日   |          |
| 26 | 佐野定吉       | 昭和21年（1946年）5月15日  | 昭和22年（1947年）1月25日  |          |
| 24 | 磯崎昌三       | 昭和22年（1947年）4月5日   | 昭和26年（1951年）4月4日   |          |
| 26 | 磯崎昌三       | 昭和26年（1951年）4月23日  | 昭和30年（1955年）3月31日  |          |

## 交通
現在は旧村域内に三陸鉄道リアス線が通り、唐丹駅がある。